# 모란봉체육단
모란봉체육단(牡丹峰體育團)은 조선민주주의인민공화국 평양직할시를 연고지로 하는 종합스포츠클럽이다.

## 같이 보기
- 모란봉